# Plomeur
Plomeur è un comune francese di 3 741 abitanti situato nel dipartimento del Finistère nella regione della Bretagna.

## Società

### Evoluzione demografica
Abitanti censiti